# Orde van de Ster van Eer
De Orde van de Ster van Eer ("Order of the Star of Honour") is een ridderorde van de Indische vorstenstaat Bikaner. De ridderorde werd op 30 oktober 1937 ingesteld door Z.H. Luitenant-generaal Sri Raj Rajeshwar Maharajadhiraj Narendra Sawai Maharadja Shiromani Sir Sadul Singhji Bahadur, de heerser van het vorstendom Bikaner.
De versierselen zijn in typisch Voor-Indische stijl gesmeed. Het kleinood is een rond gouden medaillon met het portret van de geüniformeerde stichter. Daaromheen staat op een lichtblauwe ring het motto "JANGALDHAR BADSHAH. Om het medaillon zijn tien grote witte bloemknoppen op groen geëmailleerde bladeren bevestigd, in het geval van de lagere graden gouden en zilveren bladen, geschikt. Boven het kleinood staat een helmvormige gouden kroon als verhoging.
De orde kent zes graden.
Eerste Klasse of GrootkruisHet verguld zilveren versiersel wordt aan een breed lint over de rechterschouder gedragen. Op de linkerborst wordt een geëmailleerde verguld zilveren ster gedragen.
Tweede Klasse of GrootofficierHet geëmailleerde gouden versiersel wordt aan een lint om de hals gedragen. Op de linkerborst wordt een verguld zilveren ster gedragen.
Derde Klasse of CommandeurHet verguld zilveren versiersel wordt aan een lint om de hals gedragen.
Vierde KlasseHet geëmailleerde verguld zilveren versiersel wordt aan een lint op de linkerborst gedragen.
Vijfde Klasse of RidderHet verguld zilveren versiersel wordt aan een lint op de linkerborst gedragen.
Zesde KlasseHet verguld zilveren versiersel wordt aan een lint op de linkerborst gedragen. Het verschil tussen het kleinood van de vijfde en zesde klasse is onduidelijk.
Het lint is donkerblauw met een smalle wit-oranje-rode bies langs de rand.
De onderscheiding werd niet aan Britten uitgereikt. De Britse bestuurders van de Raj mochten geen geschenken en zeker geen ridderorden aannemen van de quasi onafhankelijke Indiase vorsten. De vorsten stonden bekend om hun enorme rijkdom maar zij werden door de ambtenaren van de Britse onderkoning scherp in de gaten gehouden. De regering maakte bezwaar tegen het bestaan van ridderorden in de vorstenstaten, maar zij zag het bestaan ervan door de vingers zolang er geen Britten in die ridderorden werden opgenomen. In een enkel geval heeft men gesanctioneerd dat een politieman een medaille van een inlandse vorst ontving.
In 1947 werden de vorsten gedwongen om hun staten deel te laten uitmaken van de republiek India. In de "actie polo" greep het Indiase leger in opdracht van Nehru de macht in de zelfstandige rijken als Haiderapur en Patiala. De vorsten kregen een pensioen en zij bleven enige tijd een ceremoniële rol spelen. Hun ridderorden mochten niet worden gedragen in India maar voor zover het om gebruik binnen de familie en het hof ging werd het dragen van de orden van een maharaja door de vingers gezien.